# 진은숙
진은숙(陳銀淑, 1961년 7월 14일 ~ )은 대한민국의 작곡가이다.

## 삶
1961년 서울에서 태어났다. 목사인 아버지의 교회에서 서양 고전 음악과 피아노를 처음 접했다. 베토벤과 브람스 음악을 듣기 시작했다. 14살과 15살 때 스트라빈스키를 접하고 대학 시절 유럽 현대 음악을 접했다. 금란여중 재학시절 피아노 연주자가 되기로 결심했다. 피아노를 독학하던 중 음악교사 조환기에게 작곡가가 되면 어떻겠느냐는 제안을 받고 13살에 작곡하는 길로 들어선다. 악보를 살 형편이 되지 않아 차이콥스키, 스트라빈스키 등의 교향곡 악보를 베끼면서 공부를 시작하였다. 예컨대 좋아하던 차이콥스키의 《교향곡 6번》 악보를 선생에게서 빌려 몇 백 장씩 베끼곤 했다.
서울대학교 음악대학 작곡과에서 강석희를 사사했고 1985년 독일 함부르크에서 1988년까지 죄르지 리게티를 사사했다.

## 학력
- 서울여자고등학교
- 서울대학교 작곡과 학사
- 독일 함부르크 음악대학교 음악대학원 작곡과 석사

## 경력
- 1988년 독일 베를린공과대학 전자음악스튜디오 작곡가
- 2001년 베를린 도이체 심포니 오케스트라의 상임작곡가
- 2005년 통영국제음악제 상임작곡가
- 2006년 서울시립교향악단 상임작곡가
- 2016년 서울시립교향악단 공연기획 자문역

## 수상
- 1985년 가우데아무스 국제작곡콩쿠르 1위
- 1993년 부르주 국제 전자음악 작곡콩쿠르 1위
- 2004년 그라베마이어 작곡상
- 2005년 아르놀트 쇤베르크상
- 2007년 제2회 대원음악상 작곡상
- 2007년 하이델베르크 예술상
- 2010년 모나코 피에르 대공 작곡상
- 2012년 제22회 호암상 예술상
- 2017년 비후리 시벨리우스 음악상 (Wihuri Sibelius International Prize)[5]
- 2018년 뉴욕 필하모닉 크라비스 음악상 수상[6]
- 2019년 바흐 음악상[7]

## 작품
- 1985년
  - 《스펙트라》
- 1993년
  - 소프라노와 앙상블을 위한 《문자 퍼즐》
    - 이 곡에서 한국 전통 국악의 소리를 자아내게 하고 싶었다고 한다.[8]
- 2001년
  - 《바이올린 협주곡》
- 2002년
  - 피아노와 타악을 위한 《이중 협주곡》
- 2003년
  - 피아노를 위한 에뛰드 1번~6번
- 2005년
  - 2명의 소프라노, 카운터테너와 앙상블을 위한 《칸타트릭스 소프라니카》
- 2007년
  - 오페라 《이상한 나라의 앨리스》
    - 세계 초연 감상 - 유튜브

  - 바이올린과 전자악기를 위한 《Double Bind ?》
- 2009년
  - 《첼로 협주곡》
    - 2009년 프롬스를 위하여 BBC에서 위촉받아 작곡한 곡. 
2009년 8월 13일 런던 로열 알버트 홀에서 일란 볼코브가 지휘하는 BBC 스코티쉬 심포니 오케스트라와 첼리스트 알반 게르하르트가 한 연주로 초연되었다.[9]

## 특기 사항
음악평론가 진회숙의 동생이자 동양대학교 교양학부 부교수인 진중권의 누나이다. 랄프 고토니의 아들인, 핀란드의 피아니스트 마리스 고토니(Maris Gothóni)와 결혼해 아들이 한 명 있다.